# Liste der Kulturdenkmäler in Schleich
In der Liste der Kulturdenkmäler in Schleich sind alle Kulturdenkmäler der rheinland-pfälzischen Ortsgemeinde Schleich aufgeführt. Grundlage ist die Denkmalliste des Landes Rheinland-Pfalz (Stand: 8. Februar 2023).

## Einzeldenkmäler
| Bezeichnung                                      | Lage                                                      | Baujahr                     | Beschreibung                                                              | Bild            |
| ------------------------------------------------ | --------------------------------------------------------- | --------------------------- | ------------------------------------------------------------------------- | --------------- |
| Katholische Filialkirche St. Johannes der Täufer | Kapellenstraße 7 Lage                                     | 1788                        | spätbarocker Saalbau, 1788; spätgotischer Chor, Ende des 15. Jahrhunderts | BW              |
| Bildstock                                        | Kapellenstraße, vor Nr. 7 Lage                            | 1679                        | Bildstock, bezeichnet 1679                                                | BW              |
| Wohnhaus                                         | Kapellenstraße 11 Lage                                    | um 1600                     | Giebelbau, um 1600, Umbau im 18. Jahrhundert; ortsbildprägend             | BW              |
| Wegekapelle                                      | Moselufer Lage                                            | 19. Jahrhundert             | Wegekapelle; Putzbau mit Fachwerkgiebel, Erneuerung im 19. Jahrhundert    | BW              |
| Schmiede                                         | Weierbachstraße 3 Lage                                    | Anfang des 20. Jahrhunderts | Schmiede, Anfang des 20. Jahrhunderts                                     | BW              |
| Zitronenkrämerkreuz                              | westlich des Ortes auf der Hochfläche der Moselberge Lage | 1687                        | Bildstock, bezeichnet 1687                                                | Fotos hochladen |